# Józef Roman (poseł)
Józef Roman (ur. 30 grudnia 1888 w Ponikwi, zm. 29 sierpnia 1934 w Łodzi) – poseł na Sejm Rzeczypospolitej Polskiej I kadencji (1922–1927) i nauczyciel.

## Życiorys
Roman był nauczycielem gimnazjalnym w Rzeszowie. Od 1915 nauczał w Wadowicach. Działał w PSL, a następnie w PSL Piast, gdzie w latach 1921–1924 był członkiem Rady Naczelnej. W 1922 został wybrany w okręgu nr 43 (Wadowice) z ramienia PSL „Piast” na posła na Sejm Rzeczypospolitej Polskiej I kadencji (1922–1927). Jako poseł był członkiem Komisji Zdrowia Publicznego, Komisji Komunikacyjnej i Komisji Oświatowej. Był autorem licznych artykułów i korespondencji w prasie ludowej. Od 1927 pracował w Łomży, a następnie w Łodzi, jako nauczyciel szkół średnich. Przed śmiercią pracował jako profesor II Liceum Ogólnokształcącego im. Gabriela Narutowicza w Łodzi.
Zginął śmiercią samobójczą 29 sierpnia 1934 w pokoju wynajmowanym przy ul. Słowackiego 1 w Łodzi (obecnie ul. M. Beniowskiego 1).
Pochowany został w części ewangelickiej Starego Cmentarza w Łodzi.